# Jana Czeczinkarová
Jana Czeczinkarová (* 25. července 1997) je česká cyklistka, především bikerka a cyklokrosařka. Pochází z Kolína. Je členkou české reprezentace v cross country.

## Horská kola
V roce 2014 se jako juniorka dostala do reprezentačního výběru MTB XCO, což jí zajistilo účast na závodech Světového poháru XCO (nejlépe 5. místo) a ME 2014 (8. místo). V roce 2015 v barvách stáje Sram Mitas Trek získala na Mistrovství České republiky juniorek 1. místo, na Mistrovství Evropy juniorek 5. místo a na Mistrovství světa juniorek v andorrském Vallnordu 6. místo. V roce 2016 na mistrovství Evropy ve Švédsku dojela v kategorii do 23 let na šestém místě.

## Cyklokros
V cyklokrosu získala v kategorii do 23 let dvě bronzové medaile z evropského šampionátu. Nejprve na Mistrovství Evropy v Huijbergenu v listopadu 2015 obsadila čtvrté místo, ale bronz získala poté, co vítězná Belgičanka Femke van den Driesscheová byla zpětně ze závodů diskvalifikována, když u ní později našli komisaři motorek v kole. Na mistrovství Evropy v cyklokrosu v Pontschateau v říjnu 2016 slavila úspěch po taktické jízdě a v souboji o bronz porazila o jedinou sekundu italskou závodnici Saru Casasolaovou.